# Christian August af Slesvig-Holsten-Sønderborg-Augustenborg
Christian August, prins af Slesvig-Holsten-Sønderborg-Augustenborg, senere Karl August, kronprins af Sverige (9. juli 1768 på Augustenborg Slot – 28. maj 1810 på Kvidinge Hede i Skåne) var dansk general og statholder i Norge og kortvarigt kronprins af Sverige. Han var den tredje søn af hertug Frederik Christian af Augustenborg og dennes gemalinde, Charlotte Amalie Vilhelmine født prinsesse af Plön.

## Ungdom og uddannelse
Allerede i 1770 mistede han sin moder og sattes derefter under opsyn af sin faders søster, prinsesse Ulrikke; senere opdroges han tillige med sine to ældre brødre af en fælles hovmester, Schiffmann, der siden blev etatsråd. Efter skildring af folk, der have stået ham nær i denne tid, var han som barn på grund af sin store livlighed ikke ganske let at opdrage, medens han dog tillige allerede tidlig skal have vist sig i besiddelse af forskellige egenskaber, der gjorde ham megen ære. Det fortælles, at han skal have været udholdende og fast, hvorhos han roses for sin retsindighed og menneskekærlighed. Efter at være konfirmeret 1782 på Augustenborg blev han med sine brødre sendt til Leipzig. Her studerede de tre unge prinser humaniora indtil høsten 1784, hvorpå de efter at have aflagt besøg ved hofferne i Dresden og Berlin vendte tilbage til Augustenborg. 1785 aflagde de et kort besøg i København, men tilbragte igen den følgende vinter på Augustenborg. 1786 trådte prins Christian August og hans broder Emil i dansk krigstjeneste. Christian August blev oberstløjtnant i danske Livregiment og gennemgik den højere militære uddannelse under vejledning af general Huth, der tidligt hos ham opdagede udmærkede militære talenter. 1787 trådte han ind ved Kronprinsens Regiment og forsattes 1788 til Fredericia som kommandør for Fynske Infanteriregiment, hvis chef han nogle år senere blev. 31. juli 1790 blev han generalmajor af Infanteriet. Han var meget afholdt ved sit regiment og arbejdede meget for dets udvikling. Under dette sit ophold i Fredericia havde han oftere anledning til at aflægge besøg på Augustenborg, hvor han om høsten og vinteren gik meget på jagt, for hvilken han nærede en stærk interesse. På en sådan jagttur pådrog han sig ved uforsigtighed et onde, for hvilket han aldrig senere blev fuldstændig helbredet; varm og tørstig havde han drukket af en kold kilde og faldt umiddelbart derefter i afmagt. Han beholdt imidlertid en brystbeklemmelse, der ofte voldte ham meget besvær.
I 1792 havde han tilbudt hertugen af Braunschweig sin tjeneste for således at komme til at deltage i revolutionskrigen, men havde kun opnået at få et afslag. I 1797 fik han imidlertid ansættelse i det østrigske kavaleri og deltog derpå under den anden koalitionskrig i en række af slag i Rhinegnene og senere om høsten 1800 i felttoget i Tyrol under Chasteler, hvor han til sidst selv fik overkommandoen og efter Chastelers bortrejse, truet af de franske hære, førte hans korps uskadt til Østrig. Fraregnet to korte besøg på Augustenborg og i København, deraf det sidste om sommeren 1800, forblev han i østrigsk tjeneste lige til 1801, da han kaldtes tilbage; han nåede imidlertid først hjem, efter at krigsfaren allerede var ovre, og kom således ikke til at tiltræde den ham tiltænkte post som guvernør på Fyn, hvorimod han forblev hjemme. Da han nu havde taget afsked med den østrigske tjeneste, opholdt han sig atter en tid ved sit regiment i Fredericia. I 1803 blev han udnævnt til kommanderende general i det søndenfjeldske Norge samt kommandant på Frederikssten og chef for Søndenfjeldske Infanteriregiment. I samme år blev han ligeledes Ridder af Elefanten.

## Ankomst til Norge
Med ankomsten til Norge i marts 1804 begyndte et nyt afsnit af prinsens liv. Fra første færd af viste han sig her som den strenge, pligtopfyldende mand, der i alle tjenesteforhold stod for sine underordnede som det vækkende eksempel. Allerede på sin første inspektionsrejse, der gik gennem distrikterne på Skagerraks vestside, vidste han ved sine militære indsigter og det alvor, hvormed han tog tjenesten, at skaffe sig den største agtelse; men han vandt tillige ved sin venlige fremtræden alle hjerter. Ligefrem i sit væsen, tarvelig i sine vaner havde han aldrig store fordringer, og han søgte bestandig at undgå alt, der kunde minde om hans fyrstelige stilling. I tjenesten var han til det yderste streng, uden for denne godmodig og omgængelig. I de talrige, dels officielle, dels private, festligheder, der anstilledes for ham efter hans ankomst til Norge, optrådte han med en høj grad af takt, og uagtet hans sprog altid mindede om, at hans dannelse og opdragelse var tysk, fandt man i Norge, at han vidste at udtrykke sig med held, og at navnlig hans skåltaler ved de muntre selskabsborde vare træffende og passende. Dette var en evne, hvorpå der på den tid i Norge sattes stor pris, og som man derfor også gerne så hos en mand i prinsens fremtrædende stilling. Overalt var han afholdt, og navnlig trådte han i et nært forhold til mange af sine underordnede officerer. Hans stilling var en sådan, som han kunde fylde helt ud, og hvortil hans personlighed og hans evner passede.
Men han kaldtes snart til andre hverv, i det han under 24. august 1807 udnævntes til præsident i den samme dag oprettede interimistiske regeringskommission for Norge. Kommissionens oprettelse var den umiddelbare og nødvendige følge af englændernes overfald på København; med flådens bortførelse og krigens udbrud blev ligeledes dens fortsatte beståen en nødvendighed. Som kommanderende general og denne kommissions præsident fik prinsen en dobbelt opgave, i det han på samme tid skulle lede krigsførelsen og Norges civile administration. Tillige stilledes der nu ofte krav til hans statsmandsdygtighed, hvor det gjaldt om at handle på egen hånd, når han uden at kunne indhente ordrer om sine forholdsregler fra regeringen i København alligevel måtte fatte beslutninger, hvorved både Norges særegne tarv skulde rammes og monarkiets fælles interesser lige fuldt varetages. Prinsens interesser havde indtil dette øjeblik hovedsagelig været militære, og der vides intet om, at de i større udstrækning havde gået ind på den civile administrations og politikkens områder. Til statsmand var han ikke opdragen, og der foreligger heller ikke noget, som tyder på, at han har været i besiddelse af et skarpt politisk blik. Men han var den samvittighedsfulde arbejder, der ikke forsømte noget, så længe han kunde holde sit hoved oppe, og med den største omhyggelighed satte han sig ind i alt, hvad der vedkom hans stilling. Dette var imidlertid, hvor meget det end gjorde ham ære, dog ikke tilstrækkeligt af de egenskaber, for hvilke han nu skulde have behov; navnlig manglede han bestemthed og evne til at hævde sin personlige uafhængighed, ligesom han ved sin tilbøjelighed til at imødekomme alle lettelig forlededes til at give for tidlige løfter og derved binde sin egen handlemåde. Men over den store mængde øvede han en betydelig personlig indflydelse, og navnlig var det mærkværdigt, hvor hurtig han vandt de norske soldater. Han vandt en magt over hæren, der kan betegnes som noget aldeles enestående, og deri ligger forklaringen af den vægt, der under de påfølgende begivenheder lagdes på hans person. Christian August Og den nationale norske hær, hvis tilbedte fører og ideal han var, voksede næsten sammen i den almindelige bevidsthed, og derigennem blev han på et vigtigt tidspunkt den, om hvem alle beregninger måtte dreje sig.

## Den Dansk-Svenske Krig 1808-1809
Som hærfører vandt Christian August et stort navn under det korte felttog i 1808. Med en styrke af 16500 mand skulle han forsvare den søndenfjeldske grænse og besætte de daværende fæstninger. Den imod ham opstillede svenske vestarmé talte over 17000 mand, og denne rykkede i april 1808 over grænsen ind på norsk grund, hvor Christian August straks organiserede forsvaret. Først blev den 2. svenske brigade, der var faldet ind i Høland, drevet tilbage, hvorunder der bl.a. forefaldt en heftig kamp 20. april ved Toverud; i denne blev grev Axel Mørner fanget med en stor del af sit detachement. 1. svenske brigade, der rykkede ind over Magnor, erobrede med sin venstre fløj 18. april de norske stillinger ved Lier, medens dens højre fløj under oberst Carl Pontus Gahn forsøgte at trænge frem langs Flisen elv i Solør. Her blev den i passet ved Trangen dels sprængt, dels taget til fange. Christian August modtog kongens anerkendelse ved 15. maj 1808 at udnævnes til generalløjtnant. 10. juni fordreves den svenske 4. brigade fra stillingen ved Præstebakke, hvorved der gjordes 429 fanger. Positionerne blev imidlertid få dage senere på ny besatte af de svenske. Men i samme måned trak hele deres hær sig ud af Norge, som derefter så godt som ikke blev foruroliget ved angreb fra sin østlige nabo. Gennem det held, hvormed krigen i det hele var ført til trods for de svage og utilstrækkelige hjælpemidler – alene af krigsfanger havde den norske hær taget over 1100, medens der i Sverige kun var o. 150 norske fanger –, havde hærens fører vundet et stort navn og yderligere befæstet sig i hærens hengivenhed. Han havde delt ondt og godt med soldaterne, der vidste, at når de lede, så vilde deres feltherre ikke have det bedre, og når de ved vårsolens første stråler vågnede på den endnu snedækkede mark, så lå han ved deres side, indhyllet i sin kappe, og havde søgt den samme hvile. Men hvad der i mange tilfælde kunne blive for meget for hårdføre bondesønner, bidrog også til at svække den svagere fyrstesøn, og vårfelttoget i 1808 har derfor i betydelig grad undergravet hans helbred, der i forvejen ingenlunde var den stærkeste.
Medens felttoget varede, havde Christian August kun haft mindre tid til at ofre sig for den anden del af sin gerning, som regeringskommissionens formand. Efter at den svenske hær havde rømmet Norge, indtrådte der imidlertid heri en forandring, og fornemmelig fik prinsen friere hænder, da han 7. december 1808 efter længere underhandlinger afsluttede en våbenstilstand, der noget senere bekræftedes af Frederik VI, skønt kun under forudsætning af, at den var på kortere tid. Men den blev for Norges vedkommende faktisk bestående indtil freden. Hvor meget end kongen efter denne dag pålagde prinsen at rykke med den norske hær ind i Sverige, så fandt denne altid påskud til at unddrage sig befalingernes udførelse. Regeringskommissionen var selv i december 1808 blevet suppleret med 2 nye medlemmer, af hvilke det ene, den 29-årige grev Herman Wedel-Jarlsberg, snart blev den mest indflydelsesrige, og det var nu hans, ikke prinsens meninger, der bestemte kommissionens holdning. Da den svenske vesthær 7. marts 1809 begyndte sin march mod Stockholm, hvor Gustav IV Adolf blev afsat 13. marts, lod dens førere dermed grænsen mod Norge ligge åben for angreb. Men betænkelighederne herved bortryddedes derigennem, at prinsen gav et, om end betinget, løfte om at opretholde våbenstilstanden af 7. december. Ved samme anledning var der imidlertid af den svenske udsending for de norske officerer, der underhandlede med ham på prinsens vegne, fremsat antydninger om, at den ledige trone kunne tilfalde denne. De udsigter, som herved var ham åbnede, gik ham aldrig af minde, uagtet han foreløbig indordnede sig under Grev Wedel-Jarlsbergs politiske planer og med ham arbejdede for en skandinavisk union under Frederik VIs styrelse, med fuld administrativ selvstændighed for ethvert af rigerne. Men da der fra Norge gjordes forsøg på at vinde kongen for en sådan politik, mødtes disse med et bestemt afslag. Hermed forandredes den retning, hvori de norske politikere arbejdede, i det grev Wedel-Jarlsberg med de bitre erfaringer for øje, han havde gjort under en krig, der samtidig førtes både med England og Sverige, anså det umuligt at opretholde Norges forbindelse med Danmark alene uden ved ethvert fredsbrud at blive udsat for blokade og hungersnød. Derfor satte han det som sit mål for Norges skyld at skabe en ny forening af de to riger på den skandinaviske halvø under styrelse af Christian August, der straks kunne blive Norges konge og i alt fald efter Carl af Sødermanlands død Sveriges. Foreningen skulle tillige være Sveriges redning imod den russiske vælde. Christian August Kan ikke have været uvidende om sin norske vens store, vidtrækkende planer, der også skulde lede til hans egen ophøjelse; men han har hverken sluttet sig helt til dem eller bestemt gjort modstand. Grev Wedel-Jarlsberg ville, at den norske hær skulle gøre fælles sag med den svenske mod russerne; Frederik VI befalede gentagne gange, at der fra Norge skulle finde et indfald sted med det øjemed at forene sig med de russiske tropper, der allerede stod på svensk grund. Prinsen gjorde ingen af delene; han blev roligt i Norge. For Frederik VI fremstillede han sig som den, der alene ville virke for kongens interesser, medens han vel vidste, at dennes kandidatur hurtig var blevet en umulighed. Han har heller ikke arbejdet derfor, uagtet en svensk mand, der stod grev Wedel-Jarlsberg nær, gang på gang færdedes over grænsen som mellemmand. I slutningen af april gav prinsen endog baron von Platen et betinget løfte om at modtage valget som svensk kronprins. Men han bandt sig ved løfter og tilsagn til alle sider uden udsigt til at kunne holde dem, om han også trøstede sig med den tanke, at han i sidste øjeblik kunne gøre en rask gerning og træde tilbage for at lade Frederik VI høste frugterne af, hvad andre havde arbejdet. Uden at vurdere sin egen svaghed, uden at forstå, at han kun var et redskab i andres hænder, har han troet, når tiden kom, at kunne lede begivenhederne, som han ville.

## Udnævnelse til svensk kronprins
Kongen så stillingen i et andet lys og sendte som sin pålidelige mand, kancellipræsident Frederik Julius Kaas, til Christiania, hvor denne ankom 29. april og 4. maj tog sæde i regeringskommissionen, uden at dog dette havde nogen indflydelse på prinsen og hans norske rådgivere eller hindrede, at gamle og nye agenter uhindret færdedes over grænsen. Uden at agte prinsens vaklen fortolkede de svenske statsmænd hans handlinger efter de vink, som modtoges fra hans norske omgivelser, og således blev han 15. og 18. juli af de svenske stænder valgt til Sveriges kronprins. Heller ikke efter denne begivenhed kunne Christian August indtage en bestemt holdning, i det han fremdeles ligesom tidligere bøjede sig til begge sider. Han vidste, at hans norske omgivelser kun ventede på hans samtykke for at erklære sig for en forening med Sverige; men han ville ikke yde dem sin medvirkning. Kongen, der 25. juli udnævnte ham til feltmarskal og statholder over Norge, kunne ikke derfor stole på ham; et synligt tegn på kongens mistillid var sendelsen til Norge af prins Frederik af Hessen, der ankom til Christiania 16. august. Denne fandt Christian August i en nedtrykt sindsstemning, der var en naturlig følge af den sindsbevægelse, hvori hans tvivlsomme holdning havde sat ham. Medens han den påfølgende høst forblev i Christiania, forandredes ikke hans stilling. Han var den samme ubeslutsomme mand, der, i det han stilledes over for et afgørende valg, altid bævede tilbage. En plan om at rejse til København blev atter opgiven, og først efter freden i Jönköping 10. december 1809 kunne prinsen forberede sig på sin rejse til Stockholm. Han havde nu Frederik VIs samtykke til at modtage det på ham faldne valg. Atter lod han i sine udtalelser til svenske den gamle storskandinaviske politik træde frem som sit program; men vejen til dens gennemførelse kunne han ikke angive. I Norge omfattedes han til det sidste med almindelig hengivenhed, og der var dem, som endnu tænkte sig muligheden af, at han kunne fatte en rask beslutning. Men dette skete ikke. 7. januar 1810 betrådte prinsen svensk grund og skiltes næste dag fra Grev Wedel-Jarlsberg uden at have villet drage konsekvenserne af sine forbindelser med ham og de svenske revolutionsmænd.
Som svensk prins antog han navnet Carl/Karl August, men skrev sig gerne C. August. I Stockholm modtoges han med blandede følelser. Det høje aristokrati overså den lille, halvtyske prins, der ikke var skabt til at bevæge sig i dets midte, medens revolutionspartiet og den menige mand så op til ham som til repræsentanten for det mere borgerlige kongedømme. For øvrigt var han en bold mellem de forskellige partier, der var repræsenterede mellem hans omgivelser, og medens han i breve til sin broder, hertugen af Augustenborg udviklede, hvad han ville gøre til bedste for sin gamle konge, har han i virkeligheden aldrig foretaget noget til fremme af dennes interesser. Hans virksomhed i Sverige blev imidlertid kun kort. 28. maj 1810 døde han pludselig ved en lejrsamling i Skåne, tæt ved Kvidinge; det af legemlig og åndelig overanstrengelse nedbøjede legeme kunde ikke længere holde ud. Men i samtiden søgtes en anden forklaring; det skulle være medlemmer af det svenske aristokrati, der ved livlægen Rossis hjælp skulle have forkortet hans dage, og mange fandt sin interesse i at udsprede dette rygte, der kun alt for let blev troet. Ved han bisættelse i Stockholm foregik beklagelige optøjer, hvorunder rigsmarskallen grev Axel von Fersen myrdedes.

## Eksterne links
- Wikimedia Commons har flere filer relateret til Christian August af Slesvig-Holsten-Sønderborg-Augustenborg

| Christian August af Slesvig-Holsten-Sønderborg-AugustenborgHuset AugustenborgSidelinje af Huset OldenburgFødt: 9. juli 1768 Død: 28. maj 1810 |                                                        |                                   |
| Titler som regent |                                                        |                                   |
| Foregående: Ledig | Kronprins af Sverige (som Karl August) 1810 – 1810     | Efterfølgende: Ledig              |
| Politiske embeder |                                                        |                                   |
| Foregående: Jacob Benzon (Embedet nedlagt 1771-1809)                                                                                          | Statholder i Norge 1809 – 1810                         | Efterfølgende: Frederik af Hessen |
| Militære embeder |                                                        |                                   |
| Foregående: Johann Friedrich von und zu Mansbach                                                                                              | Kommanderende general søndenfjelds i Norge 1803 - 1809 | Efterfølgende: Frederik af Hessen |